# 孟轲乡
孟轲乡，是中华人民共和国河南省濮阳市华龙区下辖的一个乡镇级行政单位。

## 行政区划
孟轲乡下辖以下地区：
孟轲集村、杨干城村、魏小寨村、惠小寨村、北寨村、前铁炉村、后铁炉村、胡干城村、田拐村、皮胶拐村、李家村、中孟轲村、西孟轲村、北王庄村和北里商村。